# Guido av Toscana
Guido  av Toscana, död 929, var en italiensk monark. Han var regerande markgreve i Toscana mellan 915 och 929. 